# Graptopetalum superbum
Graptopetalum superbum är en fetbladsväxtart som först beskrevs av Myron William Kimnach, och fick sitt nu gällande namn av Acev.-rosas. Graptopetalum superbum ingår i släktet Graptopetalum och familjen fetbladsväxter. Inga underarter finns listade i Catalogue of Life.